# Інаятулла-хан
Інаятулла-хан (20 жовтня 1888 — 12 серпня 1946), король (падишах) Афганістану, увійшов в історію як «триденний падишах».

## Біографія
Інаятулла-хан був сином еміра Афганістану Хабібулли-Хана і, таким чином, братом першого короля (падишаха) незалежного Афганістану Аманулли-хана. На початку 1929 року, коли повстанці Бачаї Сакао підходили до Кабула, то король Аманулла-хан, сподіваючись їх умиротворити, 14 січня оголосив про скасування більшості своїх реформ та про своє зречення престолу на користь Інаятулли-хана. Так Інаятулла-хан став правителем Афганістану.
Однак він пробув на афганському троні лише три дні. 17 січня він, прихопивши державну скарбницю, втік до свого брата Аманулли-хана, а в Кабул увійшли «сакавісти», проголосивши Бачаї Сакао новим правителем. Інаятулла-хан до кінця життя прожив в еміграції.